# Regionales Wirtschaftsarchiv
Ein regionales Wirtschaftsarchiv ist ein öffentliches Archiv, dessen Aufgabe darin besteht, historisch relevantes Archivgut der Wirtschaft ihrer Region zu übernehmen, zu verwahren, zu erschließen und der Forschung zugänglich zu machen. Dabei ist es das Ziel, nicht alleine die Geschichte einzelner Unternehmen, Verbände oder Kammern zu dokumentieren, sondern auch die Wirtschaftsgeschichte der betreffenden Region insgesamt. 
Die Gründung von Regionalen Wirtschaftsarchiven erfolgt in der Regel auf Initiative der Industrie- und Handelskammern des jeweiligen Bundeslandes.

## Rechtsform
Die Rechtsform eines regionalen Wirtschaftsarchiv ist entweder eine Stiftung (Rheinisch-Westfälisches Wirtschaftsarchiv, Wirtschaftsarchiv Baden-Württemberg, Westfälisches Wirtschaftsarchiv, Niedersächsisches Wirtschaftsarchiv Braunschweig, Hanseatisches Wirtschaftsarchiv, Wirtschaftsarchiv Nord-West-Niedersachsen) oder ein eingetragener Verein (Bayerisches Wirtschaftsarchiv, Berlin-Brandenburgisches Wirtschaftsarchiv, Hessisches Wirtschaftsarchiv, Sächsisches Wirtschaftsarchiv, Thüringer Wirtschaftsarchiv).